# San Ignacio de Velasco
San Ignacio de Velasco (antiguamente San Ignacio de Loyola) es una ciudad y municipio de Bolivia, capital de la provincia de Velasco en el departamento de Santa Cruz, al este del país. Se encuentra a 476 kilómetros al estesureste de la ciudad de Santa Cruz de la Sierra en una colina junto a las nacientes del río Paraguá. Se ha convertido en un centro turístico. Tiene aproximadamente 61.412 habitantes según el censo nacional del año 2001 constituyéndose en uno de los municipios más poblados del departamento. Después de la ciudad de Santa Cruz, San Ignacio de Velasco tiene el mayor crecimiento demográfico del departamento.[cita requerida] Se encuentra a una altitud de 410 m s. n. m., su temperatura media es de 25°C. Lleva su nombre en honor al fundador de la Compañía de Jesús y los misioneros Jesuitas que han fundado los pueblos misionales de chiquitos.
Dentro del municipio se encuentra el Parque nacional Noel Kempff Mercado, nombrado Patrimonio natural de la humanidad el año 2000.

## Historia

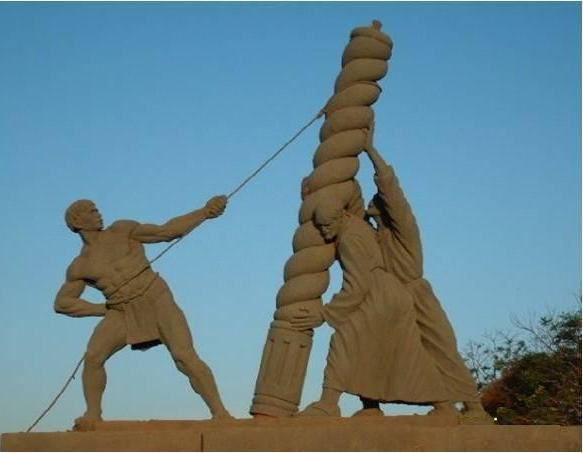
Monumento evangelización jesuítica. rotonda ingreso a la población

En 1724 fue fundada la reducción de San Ignacio de Zamucos, que dejó de existir en 1745, lo cual dio oportunidad de erigir una nueva reducción. Es así que cuando fue destruida San Ignacio de Zamucos con el consiguiente abandono de los misioneros, en 1748 el padre Miguel Streicher reconcilió a los sobrevivientes de los Zamucos con los ugareños y fundó una nueva reducción ubicada a ocho leguas al norte de San Miguel Arcángel.
Le puso el nombre de San Ignacio de Loyola, hoy San Ignacio de Velasco. Este fue el punto de partida de una gran iglesia, la más grande y ostentosa de toda la región. El Padre Martin Schmidt diseñó el retablo de su templo que tuvo fama de ser el más hermoso de los retablos de la Chiquitania. San Ignacio fue la capital de las misiones jesuitas de Chiquitos.
La agricultura era la base de la economía de la misión, para ello se construyeron lagunas y represas para satisfacer sus necesidades de agua. Así mismo, se creó un sistema de talleres para cubrir los oficios y necesidades de la comunidad, de esta forma aparecieron cada vez más casas, pues la población iba creciendo.
Así pasaron años de progreso en la Misión San Ignacio de Loyola cuando en 1767, sucedió un acontecimiento de trascendencia continental: el Rey Carlos III decretó el 27 de febrero de dicho año la expulsión de todos los Jesuitas de los dominios españoles, los cuales hasta el 18 de abril de 1768 abandonaron el territorio.
Posteriormente correspondió al Coronel Aymerich, a nombre de la Corona de España y para suerte de la futura Bolivia, el conservar la Misión con sensatez y clarividencia, preservando por sobre toda la institucionalidad dejada por los Jesuitas. En 1805 consigue la capitalidad, aprobada por el Rey, en el nuevo plan de gobierno. Don Francisco Javier Velasco, fue nombrado administrador y secretario, su labor sería sumamente importante, pues a su costa se reconstruyó la mayoría de la Misión, que había sido destruida en un incendio dos años antes.
El actual municipio de San Ignacio de Velasco fue creado por Ley de la República de Bolivia el 12 de octubre de 1880. Cuenta con una población que se aproxima a los 41.000 habitantes.

## Geografía
San Ignacio está comunicado con Santa Cruz de la Sierra mediante una carretera pavimentada pasando por Santa Rosa de Roca, y Concepción en la provincia de Ñuflo de Chaves hasta Santa Cruz de la Sierra. Hacia el este, San Ignacio está comunicado con la ciudad brasileña de Cáceres mediante una carretera sin pavimentar. La ciudad tiene un aeropuerto (con código SNG) con una pista de aterrizaje de tierra.
San Ignacio está situada a las orillas de la laguna artificial Guapomó, que suministra agua dulce a la ciudad.
La ciudad es sede de la Diócesis de San Ignacio de Velasco), con jurisdicción de las provincias Velasco, Chiquitos, Ángel Sandoval y Germán Busch.
San Ignacio de Velasco es la puerta de entrada al parque nacional Noel Kempff Mercado, situado al norte en la frontera con Brasil, declarado por la UNESCO como Patrimonio Natural de la Humanidad por su gran biodiversidad. Dentro del parque se encuentra la Meseta de Caparú, con alturas que sobrepasan los 980 m s. n. m.
La superficie del territorio es en su mayor parte plana, pero la atraviesan algunas serranías bajas del sistema chiquitano.

### Clima
Es tropical subhúmedo cálido, con un período lluvioso en el verano y seco en el invierno. El clima de San Ignacio de Velasco puede ser clasificado como clima tropical de sabana (Aw), de acuerdo con la clasificación climática de Köppen.
Las temperaturas y las precipitaciones pluviales alcanzan sus máximos entre los meses de septiembre y abril y sus mínimos entre junio y agosto. La humedad relativa es del 68 por ciento con vientos predominantes del norte a noroeste hacia el sudeste. La temperatura media anual es de 25 grados centígrados, con valores altos en los meses de septiembre a marzo con los cielos despejados durante casi todo el día. Las temperaturas extremas que pueden llegar algunos días, hasta los 38 grados centígrados. Las bajas temperaturas se ubican entre los meses de junio y agosto por los surez que traen aire muy frío, que pueden llegar hasta los 12 grados centígrados.

### Hidrología

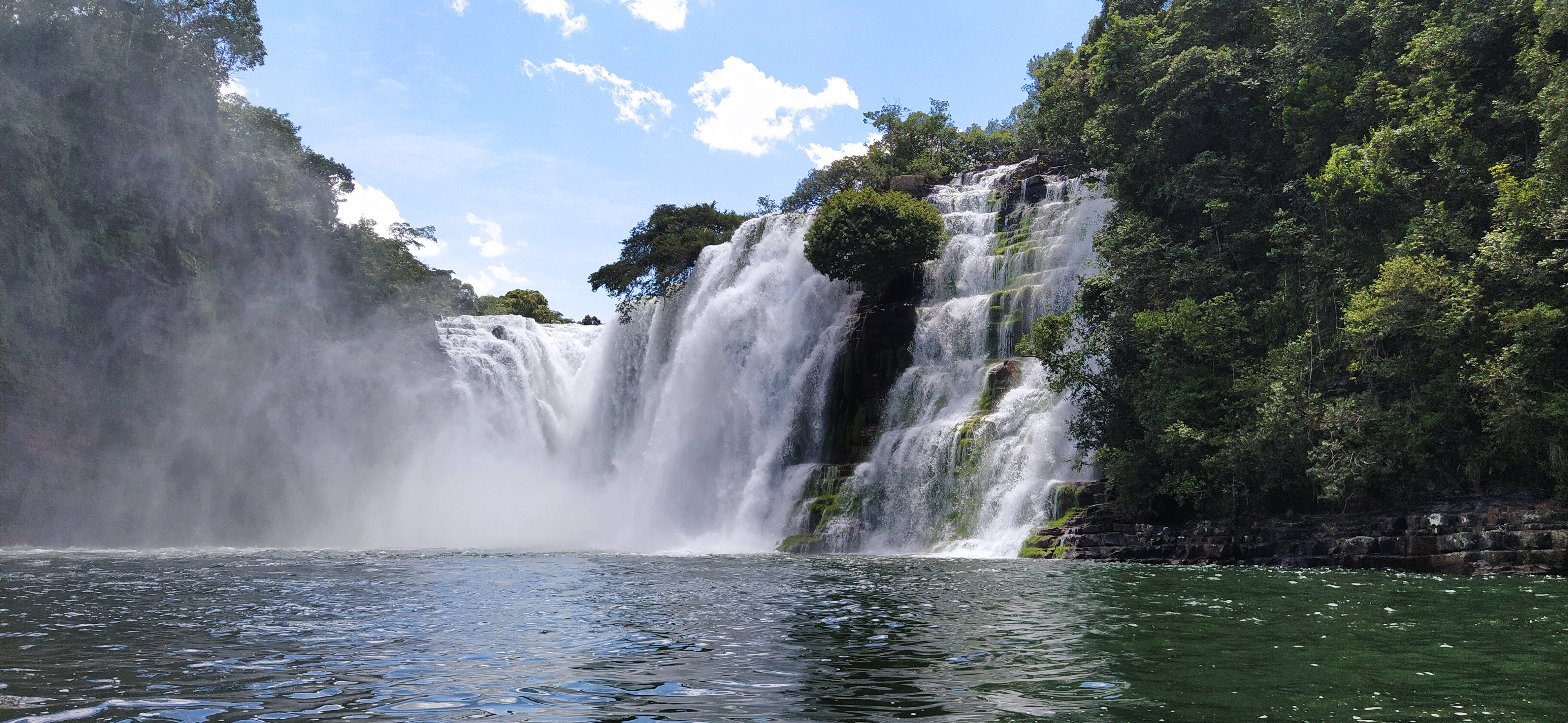
Catarata Federico Ahlfeld sobre el curso del río Paucerna, en el PN Noel Kempff Mercado.

El municipio cuenta con la laguna Guapomó, de la cual se abastecen de agua todos los habitantes de la ciudad a través de un sistema de cañería para la distribución de este elemento previamente purificado. Otro de los recursos hídricos es el río Paraguá, que recorre una distancia aproximada de 450 kilómetros hasta la confluencia con el río Iténez. También se encuentran los ríos Paucerna, Verde y San Antonio, los que se caracterizan por su riqueza natural muy extensa en vegetación en sus áreas de influencia, animales salvajes, aves y peces. 
Hidrológicamente, el municipio forma parte de la Cuenca del Amazonas, subcuenca Iténez. El río más importante es el Paraguá, que se divide en tres partes: alto, medio y bajo Paraguá. Al este del río se encuentra el Parque Nacional Noel Kempff Mercado, y el Área protegida municipal Bajo Paraguá, siendo uno de sus principales afluentes de este río el río Tarvo. El río Iténez, con sus 600 kilómetros de longitud, se extiende en el municipio desde la boca del río Verde -frontera con Brasil-, hasta unirse con el río Mamoré, y es navegable a lo largo de unos 500 kilómetros desde Piso Firme hasta su desembocadura en el río Mamoré.
Algunas de las lagunas más importantes del municipio incluyen la laguna Chaplín y la laguna Bellavista.

### Ecología y recursos naturales
Potencial Forestal, Una de las principales riquezas de San Ignacio es la abundante cobertura boscosa que se convierte en un potencial forestal, que esté destinado a la producción de madera y otros productos forestales. Entre las especies maderables con mayor representación se encuentran: Mara, Cedro, Roble, Tajibo, Verdolaga, Yesquero, Curupaú, Palo María, Jichituriqui, Cuta, Aliso, Ojoso y Almendrillo. 
Fuentes de Agua y Disponibilidad, En el área urbana de la población de San Ignacio, más del 90 por ciento de la población cuenta con agua potable de la red pública, que proviene de la represa Guapomó y de pozos perforados; el resto de la población se dirige directamente a la represa. 
En el área rural el abastecimiento de agua para consumo doméstico se la realiza de pozos perforados, paúros, vertientes, atajos y ríos.

### Extensión territorial
El municipio de San Ignacio de Velasco, perteneneciente a la provincia de Velasco, es el de mayor extensión territorial de esa provincia con una superficie de 47.865 kilómetros cuadrados, equivalente al 73,16 por ciento del territorio de la provincia. Está dividida en 12 distritos, de los cuales los dos primeros son del área urbana, 9 corresponden a comunidades y uno al parque nacional Noel Kempff Mercado. 
De acuerdo a la información recopilada San Ignacio 2005, Minga y el INE, se ha llegado a una aproximación sobre el uso y ocupación actual del espacio territorial del municipio de San Ignacio de Velasco. Son 4.934,302 hectáreas del total de la superficie del municipio que se hallan actualmente ocupadas en comunidades, propiedades, Agrupaciones Sociales del Lugar (ASL), el parque nacional y concesiones forestales.

## Demografía
De acuerdo con el censo boliviano de 2024, la población del municipio de San Ignacio de Velasco es de 67 610 habitantes.

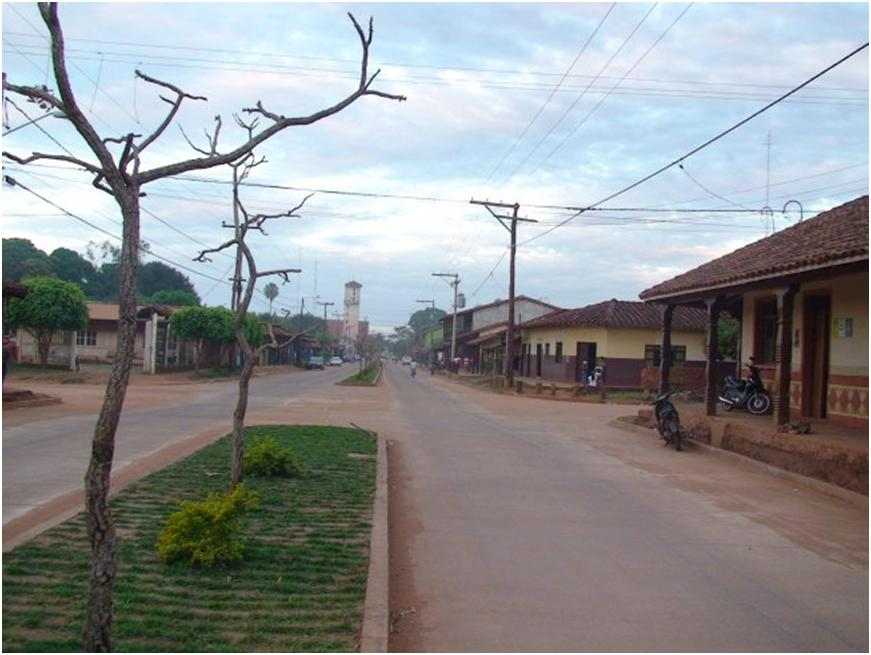
Avenida Santa Cruz en San Ignacio de Velasco.

La población del municipio aumentó más del doble entre 1992 y 2024, mientras que la población de la ciudad se ha multiplicado en las últimas tres décadas y media:
| Año  | Habitantes (municipio) | Habitantes (ciudad) | Fuente                  |
| ---- | ---------------------- | ------------------- | ----------------------- |
| 1845 | -                      | 3 577               | Censo boliviano de 1845 |
| 1900 | -                      | 3 464               | Censo boliviano de 1900 |
| 1950 | -                      | 1 819               | Censo boliviano de 1950 |
| 1976 | -                      | 2 998               | Censo boliviano de 1976 |
| 1992 | 31 594                 | 12 565              | Censo boliviano de 1992 |
| 2001 | 41 412                 | 19 401              | Censo boliviano de 2001 |
| 2012 | 52 276                 | 23 126              | Censo boliviano de 2012 |
| 2024 | 67 610                 | 25 157              | Censo boliviano de 2024 |

El 46,85 % habita en el área urbana y el otro 53,15 % está asentado en el área rural.

## Transporte

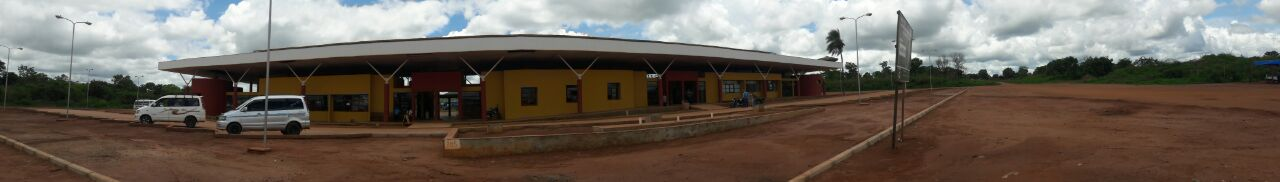
Terminal de Buses de San Ignacio de Velasco

Los medios de transportes cuentan con precios accesibles, existen una diversidad de medios de transporte que brindan servicios de traslado diario hasta la ciudad de Santa Cruz de la Sierra y a la República del Brasil. Para poder llegar al municipio existen únicamente dos vías de acceso: 
Son 476 km de carretera, tomando Buses desde la Terminal Bimodal en Santa Cruz de la Sierra. Desde Santa Cruz, la ruta nacional pavimentada Ruta 4 conduce 57 kilómetros al norte vía Warnes hasta Montero. Aquí se encuentra con la Ruta 10, que se dirige hacia el este durante 279 kilómetros y atraviesa las localidades de San Ramón, San Javier y Santa Rosa de la Roca como vía pavimentada. La carretera no está asfaltada en los 60 kilómetros restantes hasta San Ignacio, así como en los 310 kilómetros adicionales al este a lo largo de la frontera con Brasil a través de San Vicente de la Frontera hasta San Matías y hasta la ciudad brasileña de Cáceres, que también cuenta con un servicio de autobús. La infraestructura del camino tiene el recorrido asfaltado, los precios oscilan entre Bs. 40 a Bs.170 dependiendo del tipo de servicio de transporte que se utilice.
En San Ignacio, antiguamente la mayoría de las empresas de buses tenían sus oficinas por la zona del mercado Quemado o Mercado Central. Actualmente la ciudad cuenta con su propia terminal de buses. 
San Ignacio cuenta con la pista de mayor envergadura de todo el circuito misional, puede recibir aviones pequeños y Hércules militares. En algunos casos puede recibir Jets Pequeños, la pista no es asfaltada. pero funciona todos los días del año. El Aeropuerto de San Ignacio de Velasco, que fue construido en 2018, se encuentra a unos 8 km al oeste de la ciudad.

## Cultura
El español es el idioma comúnmente hablado en público. Debido a las cercanías con Brasil existe algún influjo portuñol; la más común de las lenguas indígenas es la llamada chiquitana. Gran parte de la población es hoy de linaje criollo es decir procede de la mixogénesis de indígenas chaqueños y blancos de procedencia eurasiática (orígenes españoles, portuguéses, sirios, libaneses, menonitas etc.). En efecto, en las cercanías de San Ignacio de Velasco existen desde la primera mitad del siglo XX poblaciones menonitas dedicadas a la agricultura intensiva y a la ganadería intensiva y extensiva.
La cultura tradicional es muy rica, resaltando los bellos edificios mandados hacer por los jesuitas (por ejemplo la iglesia matriz con su retablo barroco labrado o diseñado por el fraile Schmid en pleno siglo XVIII), del mismo modo cabe destacar las músicas e instrumentos de la síntesis cultural chiquitana (indígena) y neochiquitana (con fuerte influjo europeo) uso de violines, bombos, guitarras, harpas, flautas e incluso (en los templos) órganos.

## Personas destacadas
- Luis Jorge Mayser Ardaya (1928 - ): escritor, historiador y político.
- Aldo Peña Gutiérrez (1950 - ): cantautor, músico y escritor.
- Arturo Añez: profesor, poeta, escritor, comunicador.

## Artesanías

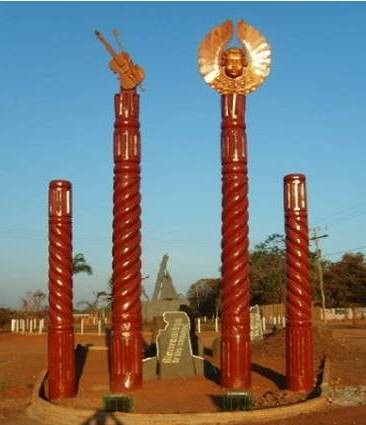
columnas talladas, rotonda ingreso a la población

La mayoría de las artesanías se las encuentra en el centro artesanal San Ignacio, sobre la avenida Santa Cruz, como también en la escuela Lotte Salzgeber (antes Granja Hogar) en el Barrio Pueblo nuevo, donde se enseña el tejido a los alumnos. Estas artesanías son elaboradas tanto por gente del mismo centro de San Ignacio, como por comunarios de la región. Los trajes se elaboran con materiales como el hilo y telas nativas de la zona. Entre lo que se encuentra están camisas, pantalones, vestidos hamacas y otros.
A unos 4 km del centro de San Ignacio de Velasco se encuentra la comunidad San Rafaelito de Sutuniquiña, la cual está íntegramente dedicada a la artesanía elaborada a base de arcilla y barro. Entre los productos que elaboran están tinajas, vasos, platos, adornos y suvenires.
Entre los artesanías más reconocidas se encuentran los trabajos en madera, algunos productos que se realizan son cuadros, adornos, ángeles chiquitanos, cucharas, entre otros.

## Turismo
El turismo es una de las mayores oportunidades del municipio por la capacidad de la oferta turística en cuanto a riqueza histórica, arqueológica, arquitectónica y la diversidad de recursos naturales y sus manifestaciones culturales con una identidad propia.

### Atractivos turísticos
Catedral de San Ignacio de Velasco, Esta majestuosa obra fue comenzada por los jesuitas el 31 de julio de 1748, con 18 columnas de madera, es decir un tramo más que el resto de las construcciones hechas por Schmid, todas ellas, labradas a lo salomónico, y pintadas con colores ordinarios. Tenía 4 arcos de ladrillo en el presbiterio, y 14 ventanas, de las cuales cuatro tenían vidrios, el resto postigos de madera. El altar mayor se organizaba en cuatro columnas de ladrillo pintadas, y tres calles, lo que indica que el padre Schmid, no alcanzó a realizar el nuevo altar. Contaba también con dos retablos colaterales, dos órganos en el coro, y un púlpito de tabla y escalera. Se sabe también, que el interior estaba todo pintado con moldura de barro. También el altar mayor al igual que los colaterales, estaba dorado y perfilado. En el cuerpo de la iglesia había escaños para los jueces indios y una pila de bronce, y depósito de guardas anchas. En la sacristía había un nicho con un Señor atado a la columna, dos Cristos, 8 cuadros grandes de lienzo, y 19 estampas de papel, además del aguamanil de estaño y bellas cajoneras de madera.

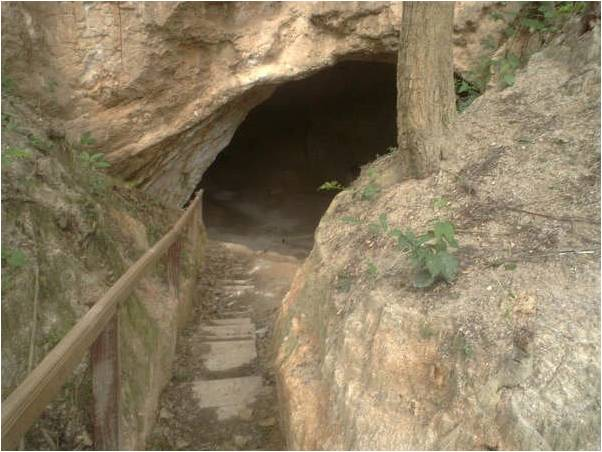
Cueva de yeso.

Después de dos incendios sufridos en este pueblo, en un inventario ya se hace mención al retablo actual, una construcción de tres cuerpos y tres calles con numerosas columnas doradas y ocho nichos con esculturas de muy buena factura. No serían solo estos, los avatares que tendría que soportar esta construcción, pues en 1948, amenazaba ruina y peligro para los fieles, así que la iglesia fue demolida. Posteriormente en julio de 2000 concluyó la edificación de una nueva iglesia siguiendo al pie las directrices de la antigua y rescatando todos los enseres y retablos con los que contaba la antigua construcción, y así se conserva hasta el día de hoy.

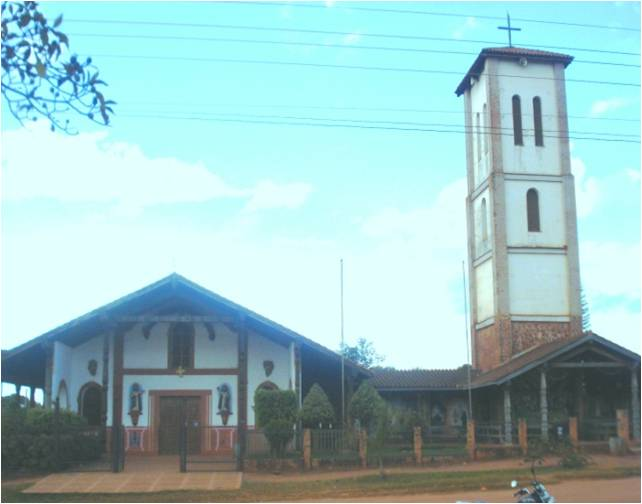
Iglesia San Francisco de Asís.

Iglesia San Francisco de Asís, La iglesia es la segunda en mayor envergadura e historia después de la Catedral Y recibe a todos los feligreses que viven más alejados del pueblo y del centro. esta Iglesia constribuyo bastante con objetos y adornos para el mojoramiento y reconstrucción de la iglesia principal (la catedral), la construcción se la realizó por mano de obra local está ubicada en el barrio del mismo nombre. 
Plaza 31 de julio
Es de gran tamaño y ornamentación, cuenta con árboles centenarios como el cedro, mara, toco, un Bibosí en un verdadero estado de simbiosis, unida a una palmera real sin matarla. Un toco con dos ramas que se unen a un tercero formando un triángulo, rareza poco vista en un árbol.
Cuenta este parque plaza con una variedad bastante representativa de la flora del lugar, por lo cual también es llamado jardín botánico. También cuenta con un monumento a la evangelización de Chiquitos. no es difícil encontrar perezosos en la copa de los árboles y Los fines de semana se vuelve un lugar de esparcimiento y reuniones de todas las familias y amigos.

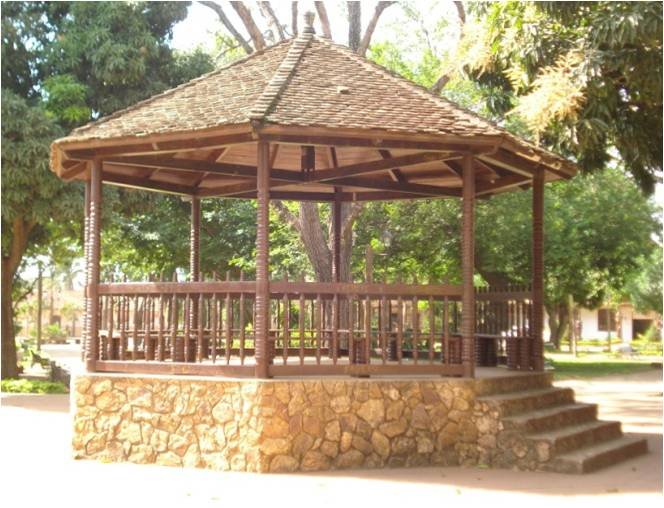
Kiosco.

Kiosco, La historia del kiosco de la plaza data desde la construcción en el año 1911. Las fraternidades llamadas de Oriente y la otra de Velasco fundaron un nuevo club Llamado: Club social Oriente Velasco con sede en la acera norte de la plaza principal. Unidos construyeron este hermoso e histórico atractivo. El Kiosco se utilizaba para actuaciones teatrales, retretas musicales y discursos políticos. En la actualidad se toca la retreta por parte del regimiento Warnes 10 de Infantería las fechas cívicas y fiestas patronales. Está construido de piedra y madera.
Cueva de Yeso, situada a 2 km al noreste de la ciudad, es un lugar de donde en épocas jesuíticas, se extraía el caolín que se usaba para blanquear las viviendas en vez de la cal. También para usar en caso médico, para tratar Fracturas de huesos, sus principales atractivos son las formaciones rocosas, lo helado que es estar adentro y el eco que causa hablar dentro de la cueva. también es frecuente encontrar murciélagos.
El Cristo, situado a unos 4 km de la ciudad, llama poderosamente la atenciòn, la forma en que están

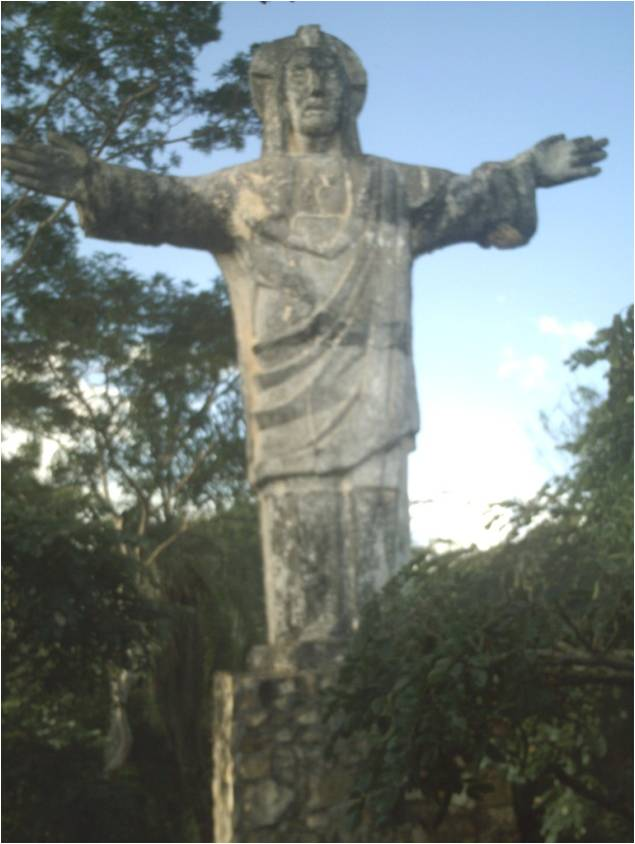
Cristo

 extendidos sus brazos, además por el tamaño del cuerpo pequeño y por el rostro muy complejo que se le dio. No deja de ser interesante visitarlo y admirarlo. También los feligreses rinden fè en las fiestas religiosas, realizando caminatas recorriendo 12 cruces talladas ubicadas a un lado del camino. Se sabe que fue diseñado por escultores chilenos al parecer principiantes de su oficio.

Represa o laguna Guapomò, Es un embalse de agua de aproximadamente de 20 millones de metros cúbicos apta

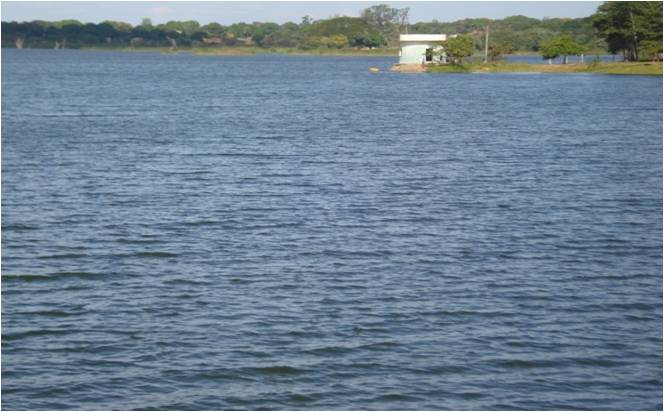
Represa o Laguna Guapomó

 para regatas y navegación a remo, así como para la pesca deportiva, siendo el pez de mayor tamaño el tucunaré. también existen pirañas y tortugas. 
Su nombre se debe a que en el lugar existía una fruta endémica color naranja, conocida por los lugareños como Guapomò, muy parecido al achachairú en color y sabor. Es la atracción principal de los ignacianos, cuando hay el intenso calor recurren en familia y amigos a darse un chapuzón. Aquí se encuentra El Puente, uno de los primeros trabajos municipales que se realizó en el pueblo, concentra bastante afluencia de personas, sobre todo en la época de lluvias, dado que la represa rebalsa a causa de la subida del nivel de agua, dando así un espectáculo parecido a un tobogán.
Santa Maria del camino

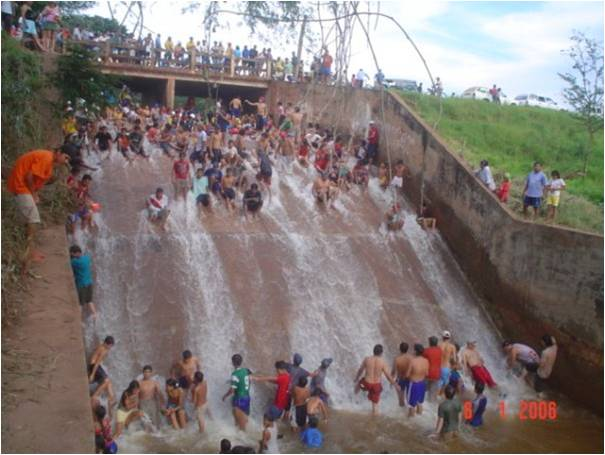
Puente de la represa

El santuario de Santa María del Camino es una Fusión del sincretismo Ignaciano entre lo nuevo y lo viejo. Se construyó sobre una Colina no muy elevada a consecuencia de una aparición que hizo la virgen María a pobladores y religiosos de la zona. Es un lugar de peregrinación religiosa.
Ruta peatonal ecológica

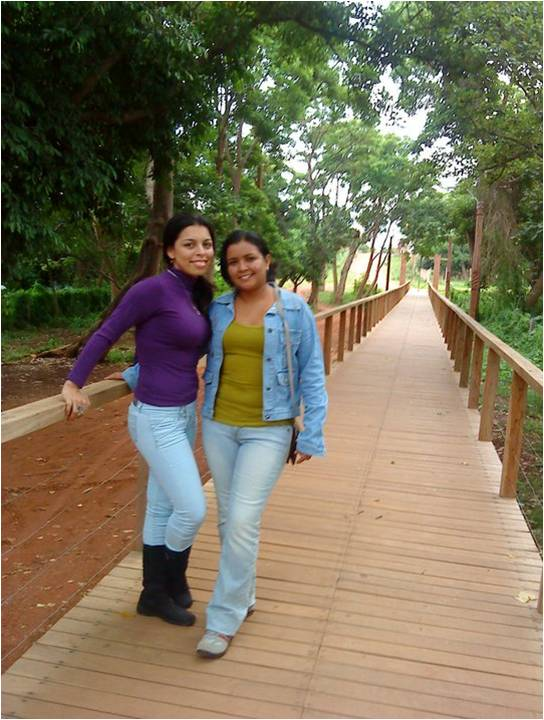
Paseo tablado, ruta peatonal ecológica

Esta caminata por la orilla de la represa, bordeando el agua es aconsejada para poder disfrutar el encanto de todos los atardeceres rojizos de San Ignacio donde el sol sumándose con el agua en forman un sinfín de contrastes cromáticos. 
Un lugar de singular belleza por su paisaje y vegetación. Es ideal para observación, realizar caminatas y disfrutar del aire puro y sin contaminación.
Fexposiv, Realizada cada una vez al año con fecha movible con una duración de cuatro días en el cual los Ganaderos locales exponen sus mejores ejemplares de animales Vacunos. La feria cuenta con Stand para ofertar cualquier producto. Cuenta con un rodeo con bastantes graderías.
Reloj de sol de la época misional, Se encuentra en perfecto estado de 

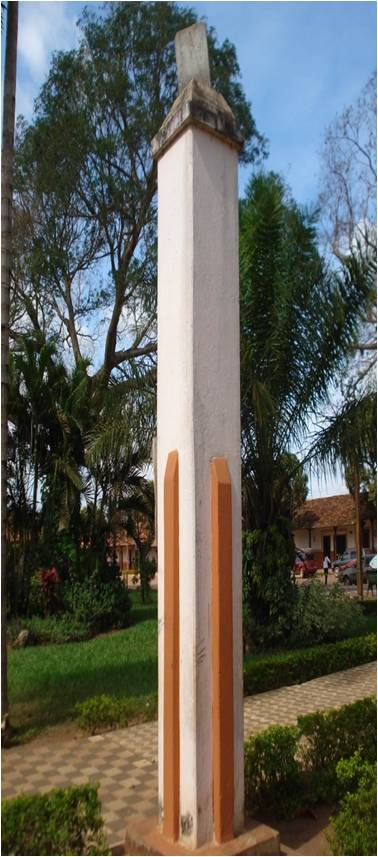
Reloj de sol de la época misional

Conservación, luce imponente y data desde la época misional, los pobladores Ignacianos dividían los horarios, el lado derecho del panel general del reloj, era para el día y el izquierdo era para en la noche.
Escuela de Coro, música barroca y ballet folcklórico municipal, Participa del evento, de interés mundial, único en su género, el festival internacional de música barroca-renacentista americana, que se celebra cada dos años en la chiquitania. Actualmente la orquesta y coro está compuesta por niños, niñas y jóvenes entre los 8 y 18 años, mostrando un elemento humano con habilidades innatas tocando el violín y el chelo interpretando las partituras musicales del archivo de chiquitos consistente en 5500 páginas de partituras guardadas por los campesino de Santa Ana y San Rafael por más de dos siglos.
Balneario Agustín Harrer, centro recreativo denominado Agustín Harrer o balneario del pueblo, ahora dispone de cabañas, churrasqueras, cancha polifuncional, parque infantil, aceras, una pasarela de ingreso de unos 60 metros de longitud, 1,50 m de alto por 1,50 m de ancho, para evitar los charcos de las partes bajas en la temporada lluviosa, todo bien iluminado.
Mirador divino niño, El mirador del divino niño está en una pendiente de no más de 1 km de subida, en la parte superior se edificó una pequeña capilla, con la imagen del divino niño, con una cruz tallada al frente de la puerta de ingreso. el primer domingo de cada mes ofrece visitante la posibilidad de conocer la llanura de la parte sur del municipio de san Ignacio.
Mirador cerro de la cruz, El cerro de la cruz tiene una historia muy particular, porque en la cima hay una capilla y una especie de ataúd de cemento, dice la leyenda que circula en el pueblo, que allí los sacerdotes enterraron al “condenao” un hombre que había sido poseído por demonios y al no poder exorcizarlo tuvieron que amarrarlo a ese ataúd de piedra y encadenarlo con cabresto (lazo hecho de cola de caballo muy resistente) desde entonces se peregrina al cerro dos veces por año. En fechas móviles. Fuera de los mitos es un excelente mirador para observar el fabuloso atardecer Ignaciano.
El puente, lugar de recreación tanto familiar y de amigos, de gran afluencia de personas sobre todo en los meses que las aguas rebalsan la represa.
Parque Nacional Noel Kempff Mercado fue declarado Patrimonio de la Humanidad el 13 de diciembre del año 1991. la biodiversidad, está constituida por diversas especies de flora y fauna que habitan en el territorio del Municipio de San Ignacio, además hay variedad de especies, conectadas al sistema amazónico ha permitido relativamente un buen estado de conservaciónde la biodiversidad en flora y fauna. Sin duda cuando se quiere disfrutar de todo lo que la naturaleza nos da, hay que visitar este parque.
Flor de Oro, Es un puesto o estancia que sirve como puesto de control o central del parque, con fines de investigación ecoturístico ubicado dentro del parque nacional Noel Kempff Mercado. Este campamento cuenta con todos los servicios básicos como luz eléctrica por medio de paneles solares, agua potable, tiene una capacidad de hotelería para 20 personas. Y está a 20 minutos de pimenteira (población brasileña).
Piso Firme, Es una comunidad a orillas del río Paraguá, allí viven personas del grupo tupi guaraní que son excelente guías locales brindando servicios de transporte a pimentera, la base naval, Remanso y Flor de Oro. Es bueno recalcar que se cuenta con servicios de alojamiento y restaurante. Comunidad Creada en la época del auge de la goma.
San Javierito, Esta comunidad conserva los mismos rasgos de otras, con un detalle en particular que le da un plus, es por eso que esta comunidad es muy importante para San Ignacio de Velasco no por su fortaleza económica sino porque en ella aún se conservan intacta las tradiciones costumbres y hasta la lengua con que nacieron las misiones jesuíticas en la Chiquitania. “la lengua o dialecto chiquitano.
Propiedad agropecuaria-ambientalista-ecológica tres (3) lagunas

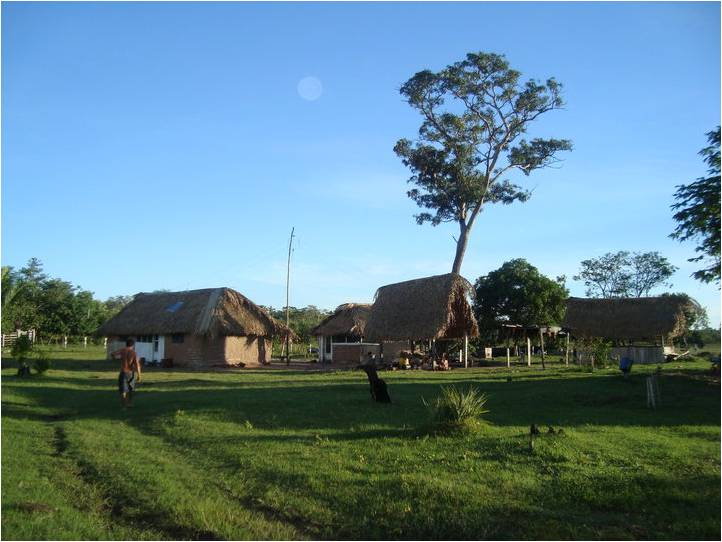
Propiedad Agropecuaria-ambientalista y ecológica tres lagunas.

esta propiedad se caracteriza por la importancia que le brinda al medio ambiente, protegiendo la diversidad de especies en flora y fauna que existen en sus predios además de cumple con una política orientada a manejar con responsabilidad todas tareas que se aplican tanto en la ganadería, agronomía y otros.
Fechas de mayor recepción turística en San Ignacio de Velasco.
El municipio de San Ignacio recibe la mayor afluencia de turistas en sus fechas más festivas como ser: 
Carnaval., En esta fecha los pobladores del Municipio reciben a un porcentaje significativo de turistas o visitantes, ya que festejan con su propio estilo y alegría que los caracteriza, esto hace que sea un atractivo más para los visitantes ya que los pobladores muestran sus culturas y creencias a través del carnaval, es interesante observar la fusión de lo moderno con lo típico. Escuchar la famosa orquesta típica en el carnaval hace recordar que aun la identidad del camba (originario de la zona de los llanos orientales), aún se conserva intacta en este municipio.
Aniversario Cívico de San Ignacio de Velasco., San Ignacio celebra cada 31 de julio la fecha de su de Fundación. Homenaje cívico realizado por la alcaldía municipal, se realizan presentaciones folklóricas por parte del ballet municipal, en algunas de los colegios se realizan también homenajes y ferias en las cuales se muestra el valor turístico, productivo y artesanal. 
Festival de la Tradición Velasquina., Se realiza el 12 en el mes de octubre, se exponen productos típicos de la región tales como Artesanías en cuero, Tallados en madera, tejidos, platos típicos, culmina en verbena popular en la Feria Ganadera.
Festival de Música Barroca y Renacentista., Un festival de música que reúne a los mejores exponentes de la música internacional en este género. Festival de temporada con fecha abril-mayo (las fechas varían cada año). En este festival participan orquesta y coro Municipal de San Ignacio de Velasco, también de todo el departamento y del exterior del país.
Día de la Patria (5 y 6 de agosto)., Homenaje cívico, festival de danzas intercolegiales por la noche, generalmente este festival se realiza en el coliseo del pueblo. Además del desfile de tea que se realiza en la noche al frente de la alcaldía en la plaza principal, esto el día 5 de agosto. El día 6 se realiza el desfile cívico por parte de las instituciones públicas, privadas y colegios. 
Feria Ganadera Agrícola y Artesanal., Se realiza mayormente en el mes julio u octubre, esta feria es ejecutada por la asociación de ganaderos de San Ignacio de Velasco (AGASIV), se cuenta con la participación de expositores de diferentes lugares de todo el municipio, y de la República del Brasil, la feria cuenta con espacios para venta de comidas típicas y exposición y ventas de productos artesanales típicos de la zona y por supuesto de las muestras de ganadería de la zona.
Fiesta de Semana Santa., Sin lugar a dudas que pasar estas fiestas de Semana Santa en cualquier lugar misional de Chiquitos es todo un acontecimiento, la fiesta religiosa se vive con total intensidad, el pueblo entero se concentra en la plaza principal 31 de julio para participar de este rito religioso que empieza un miércoles de ceniza y termina el domingo de resurrección, algo llamativo es la competencia tipo carrera que hacen los pobladores con la virgen y con el Santo patrono San Ignacio. Esto el domingo de resurrección. 
Olimpiadas Estudiantiles., Este evento enteramente deportivo se realiza una vez al año por siete días, con fecha movible, se puede decir que es una población enteramente deportiva, donde participan todos los colegios y escuelas de toda la ciudad y sus cantones, no por nada son los campeones a nivel provincial y en todas las olimpiadas son a los que hay que vencer. 
Corpus Christi (corpus Christi), Evento religioso es una fiesta de la Iglesia Católica destinada a celebrar la Eucaristía. Su principal finalidad es proclamar y aumentar la fe de la Iglesia Católica en Jesucristo presente en el Santísimo Sacramento. Realizado de mayo o junio (la fecha varía cada año).
Chiquitanía Feria de Turismo, Esta feria permite al pequeño productor, artesano y al promotor turístico, oportunidades de mostrar el potencial de su región del, valorando a la vez su cultura y su producción artesanal, con el fin de motivar la producción local para que generen sus propios recursos económicos. Se Realiza de mayo a julio (las fechas varían cada año).
Feria “Mujer Abriendo Senderos”, La Oficina Municipal de la Mujer junto a la Alcaldía Municipal de San Ignacio de Velasco, organizan la feria “Mujer Abriendo Senderos” en la plaza 31 de julio del municipio de San Ignacio de Velasco, con el propósito de mostrar los diferentes productos artesanales ielaborados en la región como ser tejidos, horneados, comidaks típicas, bebidas y otros. Se realiza cada 13 de julio.

## Servicios básicos
San Ignacio de Velasco cuenta con:
- Luz Eléctrica (alumbrado público y domiciliario)
- Agua Potable
- Alcantarillado
- Vertederos
- Basurero municipal (fosas excavadas para evitar contaminación)
- Dos hospitales de segundo nivel
- Postas de salud
- Guarderías
- Escuelas
- Colegios
- Universidades
- Oficinas públicas
- Oficina de Correos
- Agencias bancarias
- Casa de cambio
- Punto de llamadas de diferentes compañías telefónicas (Viva, Tigo, Entel, Cotas)
- Señal de celulares de las compañías (Tigo, Entel, Viva)
- Oficinas de migración
- Consulado Brasileño
- Casa de la Cultura y Turismo
- Internet
- Mercados municipales, 23 de marzo y mercado quemado
- Policía nacional
- Fuerzas Armadas
- Aeropuerto

## Hotelería
El municipio de San Ignacio de Velasco cuenta con una oferta hotelera variada, desde casa de huéspedes hasta hoteles cinco estrellas, tiene una capacidad de albergue aproximada para 600 personas simultáneamente.[cita requerida]
San Ignacio cuenta con la cámara hotelera velasquina, la cual alberga a todos los propietarios hoteles, socios en todo el municipio, que se encuentran en funcionamiento permanente.

## Seguridad
El comando de infantería 10 Warnes, tiene un asentamiento militar importante, con presencia notoria de efectivos de la armada boliviana, lo cual proporciona una mayor seguridad para la población.
También en el municipio se cuenta con una designación provincial de guardias policiales, o comando de la policía regional, de los cuales un porcentaje de sus efectivos son designados a varios puntos fronterizos de la región. El comando policial atiende alrededor de 300 casos anualmente, en la mayoría de sus casos problemas familiares, alcoholismo, accidentes de tránsito, o peleas conyugales. Los casos de agravio mayor son producidos entre gente extranjera pero son muy raros en el año.